# Orocrambus geminus
Orocrambus geminus là một loài bướm đêm trong họ Crambidae.